# Andreo Cseh
Andreo Cseh (12. září 1895, Luduș, Rumunsko – 9. března 1979, Haag, Nizozemsko) byl maďarský esperantista, autor Če-metody.
V roce 1929 vedl Cseh kursy esperanta v rumunském městě Sibiu. Žáci byli čtyř národností a nebyly používány učebnice. Cseh zavedl velmi důvtipně vypracovaný konverzační kurs. Úspěchy byly obrovské a tak v roce 1930 byl založen v Haagu Internacia Če-Instituto, jehož hlavním cílem bylo vychovávat učitele podle této metody. Ústavem prošlo několik set učitelů. Mnoho z nich později vedlo kursy v řadě zemí a touto metodou přispěli k pozoruhodnému rozšíření jazyka. Hlavní zásady této metody: neužívání učebnic, národního jazyka, společné odpovídání, konverzování a mnoho humoru a vtipů.